# 阿里戈里亚加
阿里戈里亚加（西班牙語：Arrigorriaga）是西班牙巴斯克自治区比斯开省的一个市镇。总面积16平方公里，总人口1114人（2001年），人口密度696人/平方公里。